# Memorial Nacional do Voo 93
 Coordenadas : formato inválido

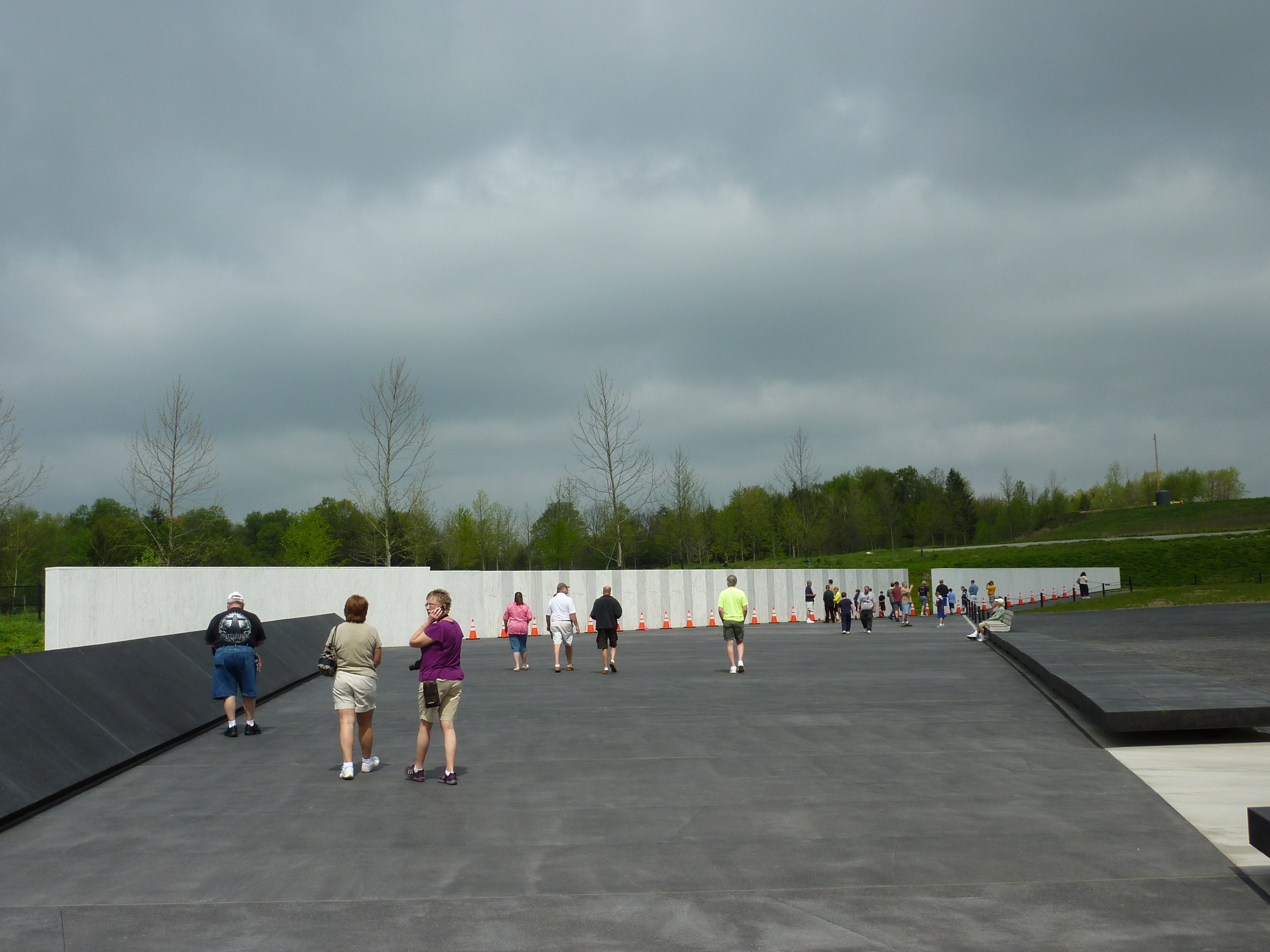
Memorial

O Memorial Nacional do Voo 93 (em inglês:  Flight 93 National Memorial) protege o local da queda do voo 93 da United Airlines, que foi sequestrado durante os ataques de 11 de setembro de 2001, em Stonycreek Township, Pensilvânia, cerca de 3,2 km a norte de Shanksville e 97 km a sudeste de Pittsburgh. 
O memorial foi feito para homenagear os passageiros do voo 93, que conseguiram evitar que os terroristas atingissem seu alvo. Um memorial temporário para as 40 vítimas foi criado logo após o acidente. 